# 月光騎士
月光騎士（英語：Moon Knight）是漫威漫畫旗下的超级英雄。

## 出版歷史
「月光騎士」首度登場於1975年出版的《狼人夜》（Werewolf by Night）第32與第33期，在故事中以主角的敵人之身分登場。由於受到讀者的歡迎，月光騎士於1976年的《驚奇焦點》（|Marvel Spotlight）第28與第29期獲得獨立之故事。月光騎士另外在《浩克！雜誌》（Hulk! Magazine）有刊載小漫畫以上作品之後收錄於《月光騎士特別版》（Moon Knight Special Edition）第1期至第3期。
之後漫威於1980年發行了連載漫畫《月光騎士》第一部。在第15期時，漫威將這套漫畫之行銷通路從報章書攤改變為須到漫畫店才能買到。之後這個系列於第38期遭到取消連載。第二部為1985年出版的《月光騎士：孔蘇之拳》（Moon Knight - Fist Of Khonshu）在第6期遭取消連載。月光騎士之後被《西岸復仇者》（West Coast Avengers）編劇寫入團隊，登場於第21期至第41期以及年刊之第1期至第3期。在登場於1989年《制裁者》年刊第2期之後，漫威出版了第三部《馬克‧史貝特：月光騎士》。月光騎士同時也於《The Amazing Spider-Man》第353期到第358期客串要角。第三部於1994年三月出版的第60期之後取消連載。之後發行了兩版單篇漫畫：《馬克‧史貝特：月光騎士特別版》（Marc Spector: Moon Knight Special Edition）與《月光騎士：分裂則亡》（Marc Spector: Divided We Fall）。
第四部《月光騎士》於2006年開始連載。另外2008年則出版了單篇漫畫《月光騎士：沉默騎士》（。隨後於2009年九月發行了短期連載《月光騎士的復仇》（Vengeance of the Moon Knight）。在該系列結束連載之後，月光騎士成為了《秘密復仇者》（Secret Avengers）以及《受雇英雄》（Heroes for Hire）連載中的主角之一。第五部《月光騎士》於2011年七月推出連載。

## 人物經歷

### 源起
馬克·史貝特（Marc Spector）出生於美國伊利諾州芝加哥的一個猶太裔家庭，父親為了逃離納粹德國的入侵而從捷克斯洛伐克逃難至美國拉比。長大後，馬克拒絕繼承父親的衣缽，成為了一名重量級拳擊手。父親在一場比賽中試圖阻止他，結果被馬克揍了一拳。隔天馬克便加入了美國海軍陸戰隊，從此再也沒見過父親。
兩年後，馬克成為美國中央情報局的一名實地幹員。離開中央情報局之後，馬克成為了一名僱傭兵。在這段期間，馬克陸續認識了日後的搭檔「法國仔」尚保羅·杜象（Jean-Paul Duchamp）。兩人一同在非洲和南美洲出過許多任務。在一次的任務中，兩人於蘇丹共和國受雇於勞爾·布什曼（Raoul Bushman）。不同於為了錢而當僱傭兵的馬克，布什曼熱衷於掠奪與殺人。在一次的任務中，布什曼為了找尋一個埃及法老王之墓而屠殺了一個村莊的居民與考古學家彼得·奧拉恩（Peter Alraune）。忍無可忍的馬克救走了彼得的女兒瑪蓮·奧拉恩（Marlene Alraune），卻在她逃離了之後遭到布什曼毆打成重傷，並被棄置於沙漠中等死。馬克拖著負傷的身軀回到了古墓，瑪蓮與她父親的助手將他帶到了月神孔蘇（Khonshu）的雕像旁。馬克在雕像旁嚥下了最後一口氣。當馬克的靈魂離開身體之後，他碰到了月神孔蘇。孔蘇提議將馬克復活，但代價是要成為祂在世上的代理人，並且要服侍祂。正當瑪蓮為他的死哀悼時，馬克活了過來。復活之後的馬克前去攻擊布什曼的部隊並獲得了勝利。
之後，馬克與瑪蓮開始交往。兩人與法國仔回到美國之後，三人定居於紐約市，馬克成為了打擊犯罪的“月光騎士”。此外，馬克並創造了另外兩個身分與人格：富豪史蒂芬·葛蘭特及的士司機傑克·洛克利。
馬克的第一個重要任務是並受雇於犯罪商會（Committee）並協助捕獲狼人傑克·羅素。雖然成功了捕獲了羅素，但馬克隨即發現犯罪商會的陰謀，而與羅素一同擊潰了該組織。
月光騎士其後加入捍衛者聯盟、參與援救石頭人的任務以及與蜘蛛人、夜魔俠、X戰警、驚奇4超人和奇異博士合作。

### 月光騎士（2006）
在一場與布什曼的戰鬥中，雖然贏得了勝利並殺了布什曼，馬克卻身受重傷。由於身心皆受到了嚴重的打擊，馬克便開始放棄了自己與朋友以及信仰並沉淪了多年，直到孔蘇暗中點醒他，加上朋友們的幫助，使馬克再度成為了月光騎士以對抗罪犯。罪犯商會本想藉由這機會，雇用模仿大師（Taskmaster）暗殺馬克，卻因為沒有預期到馬克的覺醒而失敗。
隨後在英雄註冊內戰（Civil War）期間，馬克對一件連續命案展開了調查，最後發現兇手是過去的助手傑夫‧王爾德（Jeff Wilde）。在最後的戰鬥中，傑夫死於馬克手下。
在內戰期間，蜘蛛人與美國隊長曾拜訪月光騎士，但最終不歡而散。月光騎士之後與制裁者交談，分享各自的過去與想法。
東尼·史塔克曾調查月光騎士，並發現他的精神狀態不穩，因此認為無法以英雄註冊法來逮捕他，避免造成月光騎士的精神狀態惡化。但藉由孔蘇的幫助，月光騎士仍取得了英雄註冊證件而成為142名註冊英雄之一。
之後，由於在與黑幽靈的戰鬥之中，月光騎士將黑幽靈推出高樓而摔死。這件事情引起了時任神盾局局長東尼·史塔克的關注，並進而反對月光騎士繼續打擊犯罪。最終在諾曼·奧斯本的介入下，雷霆特攻隊逮捕了月光騎士。在這期間，馬克請求孔蘇的寬恕，但孔蘇回應祂已經有了別的信徒，因此不再需要馬克了。雖然最後月光騎士以假死收場，卻使東尼‧史塔克與諾曼·奧斯本的不和更為嚴重，而月光騎士則以傑克‧洛克利的身分前往墨西哥。
月光騎士之後在墨西哥與制裁者合作打擊犯罪。

### 月光騎士的復仇
傑克從墨西哥回到紐約之後，再次展開了打擊犯罪的活動。但不同於之前，這次他不再殺罪犯，因此使得人們再次視他為英雄，不再認為他是一個殘忍的治安維護者。

### 英雄時代
美國隊長成立了新的秘密復仇者，月光騎士受邀加入。

### 影域
成為忍者犯罪集團「手合會」（Hand）首領的夜魔俠成立了「影域」，雇用了剖析員前去攻擊月光騎士。剖析員的搭檔則是被稱為「孔蘇的第二名祭司」的暗影騎士，其真實身分是馬克的弟弟蘭道·史貝特。
黑影騎士襲擊了懷孕的瑪蓮導致其流產，憤怒的馬克於是聽從了孔蘇的命令，為了獲得復仇的力量而願意獻上鮮血與殺戮。孔蘇指示馬克，夜魔俠是害怕祂所擁有的蔚藍新月，若要找到對方，就必須尋獲祂古老神像上遺失的權杖裝飾著的蔚藍新月。馬克從一名占卜師手裡買下了失落已久的蔚藍新月，卻也碰上了來爭奪此物的黑影騎士，在激戰後黑影騎士打算用身上的炸彈自爆，月光騎士顧及附近的無辜民眾，只好忍痛下手殺死了自己的弟弟。
之後月光騎士的人格分裂症狀越發嚴重，並又回歸到了最初的馬克的人格。

## 能力與裝備

### 能力

#### 身體機能
由於受到月神孔蘇的加持，因此月光騎士在晚上時，體能、速度、耐力和力量都會隨著月光而增強，在滿月時其能力更會達到最高點，甚至能夠看到一般人的肉眼所看不到的靈體，而且在黑暗中不需要道具的輔助來看見事物。
月光騎士在陰影較大的區域裡能夠隱身活動。受的傷會因為籠罩在月光中而治癒。在第四部以後的連載，月光騎士已經失去了受孔蘇加持的時期所具有的超人能力，而在《影子國度》時，月光騎士為了向傷害了其懷孕的女友瑪蓮的黑影騎士復仇而再度聽從了孔蘇的命令恢復了能力。

#### 對心智攻擊的免疫力
因為需要維持不同的身分與人格，所以月光騎士對於心智攻擊有一定程度的免疫力。

#### 武術
月光騎士精通各種武術。由於曾經在美國海軍陸戰隊中服役並擔任過一名僱傭兵，因此精通各種常規武器和具有精準的槍法並善於駕駛任何飛行交通工具。

#### 偵探能力
月光騎士亦具有十分優秀的偵探能力，而且善於拷問逼供。

### 裝備與武器
月光騎士的衣服成分含有亞德曼金屬以及利用亞德曼金屬所製成的武器（如三節棍、新月形飛鏢）及裝備（如飛索、臂鎧），在後期更有利用亞德曼金屬製成的鎧甲。
月光騎士使用的交通工具有月亮直升機（Mooncopter）與天使翼（Angelwing）。

## 盟友
- 复仇者聯盟
  - 西海岸復仇者
  - 秘密復仇者
- 黑貓
- 刀鋒戰士
- 夜魔俠
- 捍衛者聯盟
- 回聲（英语：Echo (Marvel Comics)）
- 制裁者
- 惡靈戰警
- 雇傭英雄
- 午夜之子（英语：Midnight Sons）
- 法國仔（英语：Frenchie (comics)）
- 瑪蓮‧奧拉恩

## 敵人
- 勞爾‧布什曼（英语：Bushman (comics)）
- 黑幽靈（英语：Black Spectre）
- 靶眼
- 鞭蛇（英语：Coachwhip (comics)）
- 紅兜帽（英语：Hood (comics)）
- 交叉火（英语：Crossfire (comics)）
- 尼法瑞雅伯爵（英语：Count Nefaria）
- 犯罪商會（英语：Committee (comics)）
- 惡鬼
  - 羅德里克·金斯利（英语：Roderick Kingsley）
- 殺手帥克（英语：Killer Shrike）
- 滑稽演員（英语：Jester (Marvel Comics)）
- 夜晚狼人
- 暗影騎士（英语：Shadow Knight (comics)）
- 夜移（英语：Night Shift (comics)）
- 剖析員（英语：Profile (comics)）
- 圈環人（英语：Ringer (comics)）
- 稻草人（英语：Scarecrow (Marvel Comics)）
- 緋紅染色玻璃（英语：Stained Glass Scarlet）
- 金魚草（英语：Snapdragon (comics)）
- 午夜人（英语：Midnight Man）
- 藍鬍子（英语：Bluebeard (Marvel Comics)）
- 莫菲斯（英语：Morpheus (Marvel Comics)）
- 征服者康

## 註記
- 由於月光騎士多於夜晚活動、使用特殊道具，加上平時的身分是個富翁，因此常被讀者形容為「漫威漫畫的蝙蝠俠」。

## 其他媒體

### 電視
- 漫威电影宇宙：由奧斯卡·伊薩克飾演「月光騎士」馬克‧史貝特。
  - 《月光騎士》（2022年）
  - 《無限可能：假如…？》第三季（2024年）：動畫劇集，配音演出。

### 電子遊戲
- 《漫威英雄 Online》：玩家創角時可選擇月光騎士為遊戲角色，或另付費購買。
- 《樂高漫威超級英雄》
- 《漫威：未來之戰》：手機遊戲，月光騎士為玩家可使用角色之一。
- 《漫威：未來革命》
- 《漫威爭鋒》：由艾瑞克·布拉（Erik Braa）配音。

## 外部連結
- Moon Knight （页面存档备份，存于） at Marvel.com
- Comic Foundry – The Conversation: Doug Moench + Charlie Huston
- 大漫画资料库上的页面：Moon Knight
- 漫画书数据库：Moon Knight
- Moon Knightat Don Markstein's Toonopedia. Archive.today的存檔，存档日期2024-05-27 from the original on March 10, 2016.
- Marc Spector （页面存档备份，存于） at Marvel Wiki